# Hasan Güngör
Hasan Güngör (5. července 1934 – 13. října 2011 Denizli) byl turecký zápasník, olympijský vítěz z roku 1960.

## Sportovní kariéra
Narodil se a vyrostl v obci Akşar v provincii Denizli v rodině rolníka. Obec byla vyhlášená svými zápasníky – z obce pocházel i olympijský vítěz ve volném stylu Bayram Şit. Od mala se věnoval tradičnímu tureckému zápasu karakucak. Mezi lidmi měl přezdívku Çöp Hasan, protože při zápasení měl v ústech párátko. V roce 1953 narukoval do armády do Denizli, kde se seznámil s pravidly olympijského volného stylu. Na doporučení olympijského vítěze Bayrama Şita se v roce 1955 dostal do národního volnostylařského týmu do Ankary.
Od roku 1957 byl stabilním členem reprezentace ve váze do 79 kg. V roce 1960 startoval na olympijských hrách v Římě. Ve třetím kole vyřadil po taktické remíze Íránce Mansúra Mehdízadeha a jeho největší soupeř Gruzínec Giorgi Schirtladze ze Sovětského svazu nečekaně prohrál s mezinárodně neznámým Američanem Edem DeWittem. Po čtvrtém kole zůstal v soutěži s Američanem, Sovětem a Švédem Hansem Antonssonem. V pátem kole porazil na lopatky Američana DeWitta a Schirtladze s Antonssonem se vzájemnou remízou navzájem z turnaje eliminovali. Po pátem kole zůstal se čtyřmi negativními klasifikačními body v soutěži sám a získal zlatou olympijskou medaili.
V roce 1964 startoval na olympijských hrách v Tokiu opět ve váze do 87 kg. Ve třetím kole porazil na technické body prvního velkého soupeře Gruzínce Šotu Lomidzeho ze Sovětského svazu. Ve čtvrtém kole mu však vrátil porážku z Říma Íránec Mansúr Mehdízadeh. V pátem kole porazil na technické body Američana Dana Branda a zůstal v soutěži sám s Bulharem Prodanem Gardževem shodně s pěti negativními klasifikačními body. Gardžev věděl, že v případě remízi zvítězí kvůli nižší tělesné hmotnosti a tento taktický plán mu vyšel. Po remíze získal Güngör stříbrnou olympijskou medaili. Ke zlatu mu přebývalo při předturnajovém vážení 150 gramů.
V roce 1968 se do tureckého výběru na své třetí olympijské hry v Mexiku nevešel přes Hüseyina Gürsoye. Sportovní kariéru ukončil v roce 1969. Věnoval se trenérské a funkcionářské práci v Denizli. Zemřel v roce 2011.

## Výsledky

### Volný styl
| Turnaj             | 1957 | 1958 | 1959 | 1960 | 1961 | 1962 | 1963 | 1964 | 1965 | 1966 | 1967 |
| Turnaj             | 23   | 24   | 25   | 26   | 27   | 28   | 29   | 30   | 31   | 32   | 33   |
| Turnaj             | −79  | −79  | −79  | −79  | −87  | −87  | −87  | −87  | −87  | −87  | −87  |
| ------------------ | ---- | ---- | ---- | ---- | ---- | ---- | ---- | ---- | ---- | ---- | ---- |
| Olympijské hry     |      |      |      | 1.   |      |      |      | 2.   |      |      |      |
| Mistrovství světa  | 3.   |      | —    |      | 3.   | 2.   | —    |      | —    | 2.   | 4.   |
| Mistrovství Evropy |      |      |      |      |      |      |      |      | —    | 1.   | 4.   |